# 360 حماية
360 سيفقارد (بالصينية: 360安全卫士) (بالإنجليزية: 360 Safeguard)‏ هو برنامج حماية من فيروسات الحاسوب، البرمجيات الخبيثة وأحصنة طروادة ويوفر حل وتصحيح لمشاكل الأمان في مايكروسوفت ويندوز.

## وصلات إضافية
- Tencent, Qihoo antimalware firms are accused of cheating, stripped of rankings in antivirus tests
- Qihoo 360 (360安全中心) official site (Chinese)
- 360 Safe Global official site (English)
- 360 Safeguard (360安全卫士) official website (Chinese)
- 360 Safeguard (360安全卫士) Investor Relations (English)
- 360 Total Security (a.k.a. 360 Safeguard International Version) (English)